# Kizoku Tensei
Kizoku Tensei: Megumareta Umare kara Saikyō no Chikara o Eru (貴族転生 ～恵まれた生まれから最強の力を得る～?) es una serie de novelas ligeras japonesas escritas por Nazuna Miki e ilustradas por Kyo. La serie comenzó a publicarse en la plataforma de novelas generadas por usuarios Shōsetsuka ni Narō en febrero de 2019. Posteriormente, fue adquirida por SB Creative, que comenzó a publicarla bajo su sello GA Novel en septiembre de 2019.
Una adaptación al manga, ilustrada por Hisui Hanashima y compuesta por Kentaro Kurimoto, comenzó a publicarse en la plataforma y aplicación de manga Manga Up! de Square Enix en diciembre de 2019. Una adaptación a anime producida por CompTown se estrenará en 2026.

## Contenido de la obra

### Novelas ligeras
La novela ligera fue escrito por Nazuna Miki, Kizoku Tensei: Megumareta Umare kara Saikyō no Chikara o Eru comenzó a serializarse en el sitio web de publicación de novelas generadas por usuarios Shōsetsuka ni Narō el 19 de febrero de 2019. Posteriormente fue adquirida por SB Creative, que comenzó a publicarla con ilustraciones de kyo bajo su sello de novelas ligeras GA Novel el 13 de septiembre de 2019. Se han publicado nueve volúmenes hasta enero de 2025.
| Volúmenes de novelas ligeras publicadas | Volúmenes de novelas ligeras publicadas | Volúmenes de novelas ligeras publicadas |
| Número                                  | Fecha de lanzamiento                    | ISBN                                    |
| --------------------------------------- | --------------------------------------- | --------------------------------------- |
| 1                                       | 13 de septiembre de 2019                | ISBN 978-4-8156-0400-4                  |
| 2                                       | 12 de diciembre de 2019                 | ISBN 978-4-8156-0421-9                  |
| 3                                       | 14 de abril de 2020                     | ISBN 978-4-8156-0546-9                  |
| 4                                       | 10 de diciembre de 2020                 | ISBN 978-4-8156-0757-9                  |
| 5                                       | 13 de mayo de 2021                      | ISBN 978-4-8156-1006-7                  |
| 6                                       | 16 de diciembre de 2021                 | ISBN 978-4-8156-1247-4                  |
| 7                                       | 14 de junio de 2022                     | ISBN 978-4-8156-1533-8                  |
| 8                                       | 15 de marzo de 2023                     | ISBN 978-4-8156-1762-2                  |
| 9                                       | 12 de enero de 2025                     | ISBN 978-4-8156-2956-4                  |

### Manga
Una adaptación a manga ilustrada por Hisui Hanashima y con composición de Kentaro Kurimoto comenzó a serializarse en Manga Up! de Square Enix. sitio web y aplicación del manga el 10 de diciembre de 2019. Los capítulos del manga se han recopilado en nueve volúmenes tankōbon a partir de enero de 2025. El manga es publicado digitalmente en Norteamérica por Comikey y Square Enix a través de la aplicación mundial Manga Up!.

### Anime
Se anunció una adaptación televisiva de la serie de anime durante la transmisión en vivo del "GA Fes 2025" el 4 de enero de 2025. La serie está producida por CompTown y dirigida por Michio Fukuda. Toshiaki Satō se encarga de la composición, Takashi Kawashima y Ayumi Nishihata diseñan los personajes, y Takafumi Wada compone la música. Su estreno está previsto para 2026.